# 皮德利曼
49°20′24″N 37°36′34″E / 49.34000°N 37.60944°E
皮德利曼（烏克蘭語：Підлиман）是位於烏克蘭東部的村莊，由哈爾科夫州伊久姆區的博罗瓦市镇負責管轄。該村始建於1775年，面積4.15平方公里，海拔高度84米，2001年人口1,460，人口密度每平方公里351.9人。